# 深沢義守
深沢 義守（ふかざわ よしもり、1905年10月1日 - 1966年12月14日）は、日本の政治家、農民運動家。衆議院議員（日本共産党公認）を1期務めた。

## 来歴

### 出生〜戦前
山梨県南巨摩郡身延村（現・身延町）大野生まれ。日本大学在学中より山梨県内各地で農民運動に関わり、昭和初期以降、日本共産党の強い影響下にあった
全国農民組合全国会議派県連書記長を務める事となる。
1930年には奥野田村（現・甲州市）の小作争議で主導的な役割を果たした他、翌年5月1日に行われた県初のメーデーでは中巨摩郡東部・東八代郡西部2地区の指導者として活躍。また、1930年3月1日発足の甲府消費組合では組合長も務めた。この間、治安維持法違反により検挙される事10数度を重ね、1933年に発生した山梨共産党事件に連座し投獄、2年間にわたる服役の後、郷里を離れた。

### 戦後

#### 日本社会党時代
終戦直後より政治活動を再開、日本社会党県連組織長や日本農民組合県連組織部長、峡南農民組合委員長を歴任。しかし右派の領袖である平野力三農相らと絶縁の後、山梨社会党を独自に結成。県下の農地解放や食料確保に奔走する。

#### 日本共産党時代
1949年日本共産党に入党。同年の第24回衆議院議員総選挙で山梨県全県区より立候補、定数5のうち4位で初当選を果たし、県初の共産党代議士となった。国会では予算委員や農林委員を務める。当選1回。1952年からは日本農業組合統一派常任中央委員となるも、「50年問題」を巡り党との対立を経て、離党を余儀無くされる。離党の経緯については、週刊朝日昭和28年2月15日号にて手記を寄稿。

### 晩年
共産党離党後は首都圏住宅生活協同組合常任理事を務めていたが、1966年12月14日、61歳で死去。1969年には青山墓地の解放運動無名戦士墓に合祀された。

## 政歴
出典: 
- 1949年 第24回衆議院議員総選挙 山梨県全県区 当選[6]
- 1952年 第25回衆議院議員総選挙 山梨県全県区 落選[7]

## 著書
- 『私はなぜ共産党に入ったか』（土橋一吉、岩間正男共編、1949年、解放社） - 「農民解放の道を求めて」という小論を執筆[8]